# Абукума (річка)
Абукума (яп. 阿武隈川, Abukuma-gawa)  — друга за довжиною (234 км (145 миля)) річка в регіоні Тохоку в Японії та 6-та за довжиною річка в країні.  Вона визначена як річка класу А.
Вона протікає через префектуру Фукусіма та префектуру Міягі, беручи початок з джерел на вершинах гір Насу, збираючи воду з приток, що витікають з гір Оу та нагір’я Абукума, а потім впадає в Тихий океан як велика річка. Площа водозбору річки становить 5400 км2 (2100 кв. миль), а в її басейні проживає близько 1,36 мільйона людей.
Річка Абукума тече на північ через регіон Накадорі префектури Фукусіма, повз міста Сіракава, Сукагава, Коріяма, Ніхонмацу, Дате та Фукусіма. Частина річки, що протікає між Ніхонмацу та Фукусімою, утворює глибоку ущелину під назвою Хорай-кьо (яп. 蓬莱峡, Hōrai-kyō). Перетинаючи північний край довгих, але невисоких пагорбів Абукума, річка Абукума тече в префектуру Міягі, повз місто Какуда та між Іванумою та Ватарі, перш ніж досягти Тихого океану. Абукума має притоку під назвою річка Аракава.